# Medium attachment unit
Medium attachment unit ou MAU (unité de raccordement au support) est un moyen matériel utilisé pour connecter un répéteur, un terminal ou un ordinateur (station) à un réseau de transmission de données (support). Celui-ci (préconisé par le standard Ethernet 10 Mbit/s d'abord pour le câblage 10BASE5 puis 10BASE2), a été progressivement remplacé par un mode de liaison directe plus facile à mettre en œuvre et plus économique basé sur du câble souple à paires torsadées terminé aux extrémités par des connecteurs RJ45.

## Description

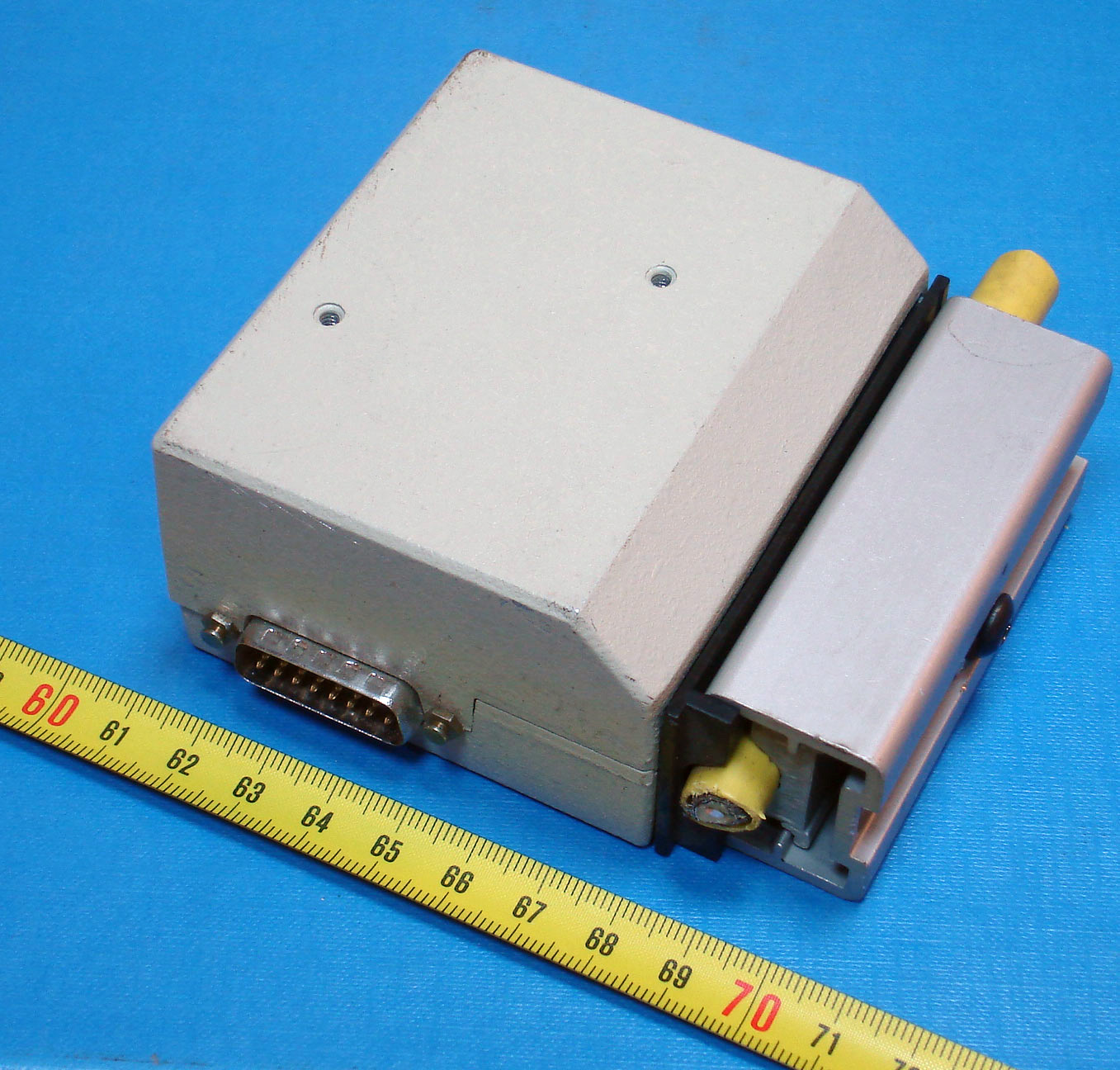
10BASE5 - Prise vampire comme Medium Attachment Unit (Transceiver)

Plus connu sous le nom de transceiver, Medium Attachment Unit assure la réception et l'émission des trames de données entre le support et la station. Le mécanisme de réception et d'émission du signal qui comprend trois parties principales peut s'expliquer ainsi :
1. La transmission du signal entre le support et le PMA (Physical Medium Attachment ou raccordement au support physique) est assurée par le MDI (Medium Dependent Interface ou interface dépendant du support) qui joue le rôle de port Ethernet ;
2. Le signal transite par le PMA (constitue une partie de la couche physique dans le modèle OSI) qui dispose des fonctions d'écoute de réception-émission, de détection des collisions, de contrôle de durée de transmission et de test ;
3. La transmission du signal entre le PMA et la station (conceptuellement vers les couches supérieures dans le modèle OSI) est réalisée par le biais de l'AUI (Attachment Unit Interface ou interface de raccordement à l'unité) qui est un système de liaison utilisant des connecteurs SUB-D 15 points.

À cela, il faut ajouter les fonctions suivantes qu'assure le MAU :
- la détection de collisions entre deux ou plusieurs stations concurrentes lors d'une transmission ;
- la possibilité d'interrompre une trame ou un train de bits anormalement long.